# باترفیلد (تگزاس)
باترفیلد (به انگلیسی: Butterfield) یک منطقهٔ مسکونی در ایالات متحده آمریکا است که در شهرستان ال پاسو، تگزاس واقع شده‌است. باترفیلد ۸٫۲ کیلومتر مربع مساحت و ۱۱۴ نفر جمعیت دارد و ۱٬۲۸۶ متر بالاتر از سطح دریا واقع شده‌است.